# 线齿滇常山
线齿滇常山（学名：Clerodendrum yunnanense var. linearilobum）是马鞭草科大青属滇常山的变种。分布在中国大陆的云南等地，生长于海拔2,000米至2,300米的地区，多生于灌木林或河岸向阳处，目前尚未由人工引种栽培。